# Чарлз Бранд
Чарлз Бранд (на английски: Charles Brandt) е американски следовател, прокурор, адвокат и писател на произведения в жанра криминален роман, мемоари и документалистика.

## Биография и творчество
Чарлз Бранд е роден на 13 март 1942 г. в Бруклин, Ню Йорк, САЩ. Неговите баба и дядо, Луиджи и Роза Димарко, са имигранти от Италия, говорят развален английски, имат малка ферма в Стейтън Айлънд и единадесет деца. От тригодишен израства като италианец в Ню Йорк, на границата между Бруклин и Куинс, и завършва гимназия в Манхатън. Учителят му по английски го насочва да следва английска филология в университета на Делауеър.
След завършването на колежа Бранд се премества в Куинс, където известно време работи като гимназиален учител. След това работи като следовател в отдела за социални грижи в Източен Харлем, близо до централата на мафията на Дебелия Тони Салерно, в Малката Италия в долен Манхатън, в където се запознава с някои мафиоти контролиращи квартала. Тези срещи ще му осигурят така необходимия материал за по-късните му художествени произведения.
През 1969 г. завършва право в Юридическото училище в Бруклин. След дипломирането си става следовател в отдел „Убийства“ в Делауеър. Там усъвършенства уменията си за разказване и писане от практическия опит в разпитите на свидетели и разкриването на убийства. Издига се бързо в йерархията, става прокурор и през 1974 г. е повишен в главен заместник главен прокурор, отговарящ за всички убийства. През 1976 г. започва частна практика като адвокат, работи по различни дела и се специализира в защита на случаи на лекарски грешки. Обявен от колегите си за един от най-добрите съдебни адвокати в Америка, експерт в кръстосания разпит на медицински специалисти. Бил е президент на Американския съвет на съдебните адвокати в Делауеър и Асоциацията на съдебните адвокати в Делауеър. Обучавал е в техники за разпит съдебни адвокати и полицаи. Заедно с работата си започва да пише.
Първият му роман „Правото на мълчание“ е издаден през 1988 г. Той е полицейски трилър, който се фокусира се върху полицейския сержант Лу Рази, завръщащ се в полицията след 15 години, който е изправен пред променена система на наказателно правосъдие и подземен свят, но намира път да успее и изчисти името си от миналото. Романът съчетава правната експертиза за „смятан за невинен“ и вътрешни познания на полицейските процедури. През 2000 г. Чарлз Бранд се посвещава на писателската си кариера.
През 2004 г. е издадена книгата му „Ирландецът“ (първоначално „Чух, че боядисваш къщи“). Той представлява мемоари на легендарния Франк „Ирландеца“ Шийран – ветеран от Втората световна война, измамник и поръчков убиец на мафията на Ръсел Бъфалино. Сюжетът проследява изкачването на Шийран в криминалната йерархия, връзките му с политическия и с профсъюзния елит, сензационните детайли около редица неразрешени случаи, и отношенията му със синдикалния лидер и активист Джими Хофа, който изчезва безследно през лятото на 1975 г. Книгата става бестселър и по нея през 2019 г. е направен филма на Мартин Скорсезе „Ирландецът“ с участието на Робърт Де Ниро, Ал Пачино, Джо Пеши, и др. филмови звезди.
Следва книгата му „Дони Браско: Недовършена работа“ от 2008 г. Той описва разсекретени подробности от операцията „Дони Браско“, най-голямата акция на ФБР срещу мафията. В мафията, в престъпното семейство Бонано в Ню Йорк, е внедрен под прикритие в продължение на шест години специалният агент на ФБР Джо Пистоун, който събира доказателство и после става свидетел срещу 200 гангстери. По историята на Пистоун от 1988 г. е направен през 1997 г. филма „Дони Браско“ с участието на Джони Деп и Ал Пачино, но поради висящи съдебни процеси по това време, много престъпления са пропуснати, и книгата на Бранд описва в детайли хронологията на съдебните процеси срещу мафията от 1981 до 2005 г.
През 2011 г. е издадена книгата му „Ние ще спечелим това нещо“, в която описва историята на Лин Девекио, агент на ФБР и ключова фигура във войните с мафията в Ню Йорк от края на седемдесетте до началото на деветдесетте години, който въпреки успехите в борбата с организираната престъпност е обвинен в измяна.
В книгата си „Потискането на истината в Далас“ от 2022 г. използва професионалния си опит опит в разследването за разкриване на всяка тайна от убийствата на Джон Кенеди, полицай Типит и Лий Харви Осуалд в Далас през 1963 г. и какви са били мотивите за прикриването на истината за тях, включително от главния съдия Ърл Уорън.
Чарлз Бранд живее със семейството си в Кечъм, Айдахо.

## Произведения

### Самостоятелни романи
- The Right to Remain Silent (1988)[1][2]

### Документалистика
- I Heard You Paint Houses (2004) – издаден и като The Irishman[1][2]
Ирландецът : Франк Шийран и краят на Джими Хофа, изд.: „Сиела“, София (2019), прев. Богдан Русев
- Donnie Brasco: Unfinished Business (2008) – с Джоузеф Д. Пистоне
- We're Going to Win This Thing : The Shocking Frame-up of a Mafia Crime Buster (2011) – с Лин Девекио
- Suppressing the Truth in Dallas : Conspiracy, Cover-Up, and International Complications in the JFK Assassination Case (2022)

### Екранизации
- 2019 Ирландецът, The Irishman – с Робърт Де Ниро, Ал Пачино, Джо Пеши, Харви Кайтел, Ана Пакуин, Рей Романо